# Triplett
Triplett är inom kärnmagnetisk resonans (NMR-spektroskopi) är en karakteristisk grupp om tre signaler i tät följd, där den mittersta är ungefär dubbelt så hög som de två andra. Tripletter orsakas av en effekt som kallas spinnspinn-koppling.

## Förenklad illustration
```
^
|   (Triplett)
|
|       |        (NMR-graf)
|_____|_|_|____ 
|________________>  

```

## Förklaring
När NMR-resonansen detekteras splittras den upp i toppar i spektroskopkurvan. Antalet toppar vid olika våglängder bestäms enligt formeln n+1 där n är antalet väteatomer som finns nära en kolatom. Finns det två väteatomer vid en närliggande kolatom ger den upphov till 2+1= en triplett.